# Cribrarula gravida
Cribrarula gravida é uma espécie de caracol marinho, um búzio, um molusco gastrópode marinho da família Cypraeidae, os búzios.